# Terminal Central de Autobuses de Minatitlán (Veracruz)
La Terminal Central de Autobuses de Minatitlán (Veracruz), más conocida como Terminal de Autobuses de Primera Clase de Minatitlán (Veracruz) o Terminal ADO Minatitlan (Veracruz), es una de las terminales individuales menos importante del sur de México, la localidad es sede de la refinería de Pemex. Ofrece los servicios de primera, lujo, y ejecutivo, como son Autobuses de Oriente (ADO), Ómnibus Cristóbal Colón, ADO Platino/GL, Autobuses Unidos (AU).

## Ubicación
Se encuentra ubicado en la Calle Sebastián Lerdo de Tejada No 10, Centro esta en las Calles 5 de Febrero y Constitución y afuera de la terminal hay varios locales como fondas, jugos, cocina económica, taquerías y agencia de paquetería.
Y el hotel más cercano a la Terminal ADO Minatitlan (Veracruz) es el Provincia Express Hotel de Minatitlán.

## Historia
En 1957 se construyó de la Terminal ADO Minatitlan (Veracruz) se iniciara de las rutas ruta Villahermosa-México DF al igual la de Coatzacoalcos, gracias a los transportistas y socios de la empresa nacional y varias décadas después ya esta remodeladas actualmente cuenta con servicios básicos, sitio de taxis y sala de espera.

## Especificaciones de la Terminal
- Número de andenes: 4
- Espacio de aparcamientos de autobuses: 8
- Superficie total de la terminal:
- Número de taquillas: 5
- Número de locales comerciales:1
- Salas de espera: 1

| Líneas de Autobuses         | Destinos |
| --------------------------- | --- |
| Autobuses de Oriente ADO    | Acayucan, Agua Dulce, Alvarado, Campeche, Cancún, Cardel, Cardenas, Carrillo Puerto, Catemaco, Cerro Azul, Cd. Mendoza, Cd. del Carmen, Coatzacoalcos, Córdoba, Cosamaloapan, Cosoleacaque, Costa Esmeralda, Gutiérrez Zamora, Ixtaltepec, Ixtepec, Jalapa de Marques, Jáltipan, Juan Rodríguez Clara, Juchitán de Zaragoza, Las Choapas, Loma Bonita, Macuspana, Matamoros, Matías Romero, Mérida CAME, México, D.F TAPO, México, D.F Norte, Nanchital, Naranjos, Oaxaca, Orizaba, Ozuluama, Palenque, Paraíso, Playa del Carmen, Poza Rica, Puebla CAPU, Reynosa, Salina Cruz, San Andrés Tuxtla, Santa Cruz, Soto la Marina, Tampico, Tehuacán, Tehuantepec, Tierra Blanca, Tres Valles, Tulum, Tuxpan, Tuxtepec, Tuxtla Gutierrez, Unión Hidalgo, Veracruz CAVE, Villa Isla, Villahermosa, Villahermosa Aeropuerto, Xalapa. |
| Ómnibus Cristóbal Colón OCC | Acayucan, Arriaga, Cintalapa, Coatzacoalcos, Cosamaloapan, Escuintla, Huixtla, Mapastepec, Pijijiapan, Santa Cruz, Tapachula, Tonalá, Tuxtepec, Tuxtla Gutierrez. |
| ADO Platino/GL              | Agua Dulce, Campeche, Cd. del Carmen, Coatzacoalcos, Comitán, Juchitán de Zaragoza, México,D.F TAPO, México, D.F Norte, México,D.F Terminal Ejecutiva Sur, Poza Rica, Salina Cruz, San Cristóbal de las Casas, Tampico, Tehuantepec, Tuxtla Gutiérrez, Veracruz CAVE, Villahermosa, Xalapa. |
| Autobuses Unidos AU         | Acayucan, Cardenas, Coatzacoalcos, Córdoba, Cosamaloapan, Cosoleacaque, Escuintla, Huatulco, Jáltipan, Joachin, Juchitán de Zaragoza, Las Choapas, Loma Bonita, Matías Romero, México,D.F TAPO, Nanchital, Oaxaca, Oaxaca Periférico, Oaxaca Santa Rosa, Orizaba, Pochutla, Puebla CAPU, Puerto Escondido, Reforma de Pineda, Salina Cruz, San Francisco Ixhuatan, Tehuacán, Tehuantepec, Tierra Blanca, Trinidad de Viguera, Veracruz CAVE, Villahermosa. |

## Transporte Público de pasajeros
- Servicios de Taxi